# イオンキミサワ
イオンキミサワ株式会社（英語: AEON KIMISAWA Co.,Ltd.）は、スーパーマーケット「キミサワ」を運営していた、イオングループの企業。

## 概要
スーパーマーケットの「キミサワ」は、CFSコーポレーションが、前身のキミサワ時代から行っていた事業であった。しかし、2010年になり、同社がイオン傘下で提携を強化して子会社になったことから、同社はイオングループ内でドラッグストア事業に特化し、スーパーマーケット事業を分離してイオンが直接の子会社とするために、イオンキミサワ株式会社として分社化された。
この時点では静岡県を中心に、同県と神奈川県で店舗展開していた。順次、新ブランドの「キミサワグラッテ」に転換する方針と報道されていた。
2013年3月1日に同じイオングループで「マックスバリュ」などを展開するマックスバリュ東海株式会社と合併したため当社は解散となり、既存の全店舗の運営を同社が引き継いだ。
経営統合後も「キミサワ」は店舗名としては残っていたが、2021年2月28日、最後まで「キミサワ」の店舗名を残していたキミサワ加茂川店（三島市）が建て替えのため一時閉店となり、建て替え後の店名はマックスバリュになるため「キミサワ」は店名としても消滅した。

## 沿革
2010年の会社分割前の「キミサワ」については、「CFSコーポレーション」を参照のこと。
- 2010年3月9日 - CFSコーポレーションとイオングループが提携強化で基本合意（イオンのCFS子会社化。スーパー事業の分離等）
- 2010年4月6日 - CFSコーポレーションが、完全子会社のイオンキミサワ株式会社を設立。
- 2010年4月8日 - CFSコーポレーションとイオンキミサワ株式会社の間で、スーパーマーケット事業の吸収分割契約を締結。
- 2010年5月 - CFSコーポレーションとイオンが、イオンキミサワの株式すべての譲渡契約。
- 2010年8月21日
  - 4月の契約に基づいて、会社分割が行われ、CFSコーポレーションのスーパーマーケット事業をイオンキミサワが承継。
  - 5月の契約に基づいて、CFSコーポレーションがイオンキミサワの株式全部をイオンに譲渡し、イオンキミサワはイオンの完全子会社となる。
- 2010年9月 - 1975年7月のオープン以来、長きにわたって営業していたキミサワ香貫店が「キミサワグラッテ」に屋号変更し、キミサワグラッテ沼津香貫店としてリニューアルオープン（「キミサワグラッテ」ブランド1号店）[2]。
- 2011年10月 - 「キミサワグラッテ」ブランドとしては初の新規店舗であるキミサワグラッテ大谷店をオープン[4]。
- 2012年4月 - 本社事務所を田方郡函南町から同日に開業したキミサワグラッテ長泉店（駿東郡長泉町）の2階に移転[5]。
- 2013年3月 - グループ会社のマックスバリュ東海株式会社に吸収合併され解散[6]。既存店舗はすべてマックスバリュ東海の店舗となった。
- 2021年2月28日 - 最後まで「キミサワ」の店舗名が残っていたキミサワ加茂川店（三島市）が建て替えのため一時閉店し、建て替え後の店名はマックスバリュになるため「キミサワ」の店名が消滅[3]。

## 店舗ブランド
CFSコーポレーションからスーパーマーケットの「キミサワ」「ザ・コンボ」を承継したが、順次、「キミサワグラッテ」に転換し、ブランドを一本化する方針であった。合併後もマックスバリュ東海が展開する店舗ブランドとして存続していたが2019年9月にマックスバリュ中部と合併するなどによりマックスバリュ東海の店舗ブランドが増えた為整理すべく2021年12月までに廃止し「マックスバリュ」、「マックスバリュエクスプレス」、「マックスバリュグランド」のいずれかに改装する。先述のとおり、2021年2月28日、最後まで「キミサワ」の店舗名が残っていたキミサワ加茂川店（三島市）が建て替えのため一時閉店し、建て替え後の店名はマックスバリュになるため「キミサワ」の店名は消滅した。

## カード
当社は「イオンキミサワグラッテカード」を発行していた。お買い上げの一定金額ごとにポイントが加算され、500ポイントに達した時点で、500円相当分のお買物に利用することができた。
なお、CFSコーポレーションが発行する「カムズクラブカード」は2010年8月21日以降「キミサワ」・「ザ・コンボ」では使用不可となった（「ハックドラッグ」・「ハックエクスプレス」では引き続き使用可能であったがウエルシアHD傘下となりTポイントに移行した為2016年2月29日をもって加算を終了し2017年2月28日をもって利用も終了している。）。このため、発行手数料の無料や「カムズクラブカード」から「イオンキミサワグラッテカード」へポイント移行のサービスを行っていた（現在はいずれも終了している）。
イオングループの電子マネーWAONは新会社発足後も、全店舗導入されていなかったが、2011年10月に開店したキミサワグラッテ大谷店から導入が順次開始された（WAONチャージに必要なイオン銀行ATMは開店当初から設置されている、キミサワグラッテ大谷店では「イオンキミサワグラッテカード」のポイント利用が不可となっていた）。なお、WAONの導入により、CFSコーポレーションが発行していた「ハックドラッグWAONカード」も使用可能であったが、ポイント付与はWAONポイントのみで、カムズクラブポイントは付与されなかった。（現在は「ハックドラッグ」や同店から改装した「ウエルシア」なども含め同様に一般WAONカードとして利用可能である。)
なお、2013年3月1日のマックスバリュ東海との合併に伴い、同年2月28日をもって「イオンキミサワグラッテカード」を廃止することが発表され、同年1月15日をもって新規入会受付を終了した。同年2月1日よりポイント還元期間として、ポイント利用単位を1ポイントに引き下げられた。また、同年2月28日時点でポイントが残った場合、翌日の同年3月1日より1,000ポイント単位でWAONカードに移行することができた。その際、WAONカードを新たに取得する場合は100円で購入できた（ポイント移行並びにWAONカードの割引優待は同年8月31日まで）。
併せて、イオンキミサワ店舗におけるWAON払いによる「お客さま感謝デー」の5%割引が同年3月30日より適用されており2019年9月10日より「スーパーマックスデー」（毎月10日)も割引を適用している。